# میل اسپهانی

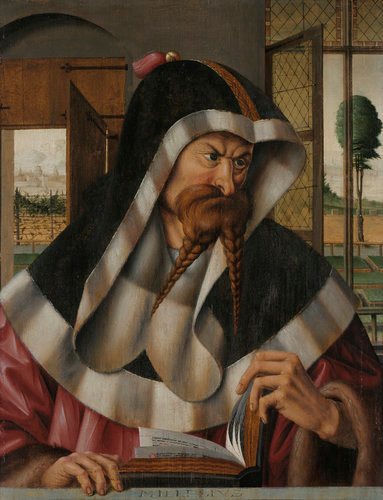
اثر هنرمند رنسانسی، هرمان توم رینگ. این اثر در شهر مونیخ آلمان، در مجموعه ی نقاشی نمایشگاه ایالت باواریا نگهداری میشود.

میل اسپهانی یا میل اسپهن (انگلیسی: Míl Espáine) جد اسطوره‌ای ساکنان اولیه ایرلند است. اکثریت قریب به اتفاق گائل‌های ایرلندی خود را «پسران میل» یا میلزیان می‌دانند. پدر میل اسپهانی، "بیل" ("بل" یا "بالا") نام داشت. میل اسپهانی که از ناحیهٔ کوروشا اسپانیا به ایرلند رفت، پسر شخصیتی به نام بعل بوده، و بعل پسر براآن بوده و براآن پسر برات بوده‌است.
در دوران باستان این باور که، ایرلندی‌های «گالیک» زبان، از تبار میل اسپهانی و پیروان اسپانیایی او، هستند، در اسپانیا و همچنین ایرلند رایج بوده‌است. میل اسپهانی نوهٔ براآن و پدر ایرمان بوده‌است.
بعدها این «پسران میل اسپهانی» بودند که، سرزمین ایرلند را در زمان سلطنت اسکندر مقدونی و به‌طور دقیق تر در حدود یک سال پس از مغلوب شدن داریوش توسط اسکندر مقدونی، به‌طور کامل تر فتح کردند.